# 普卡普卡环礁 (土阿莫土群岛)

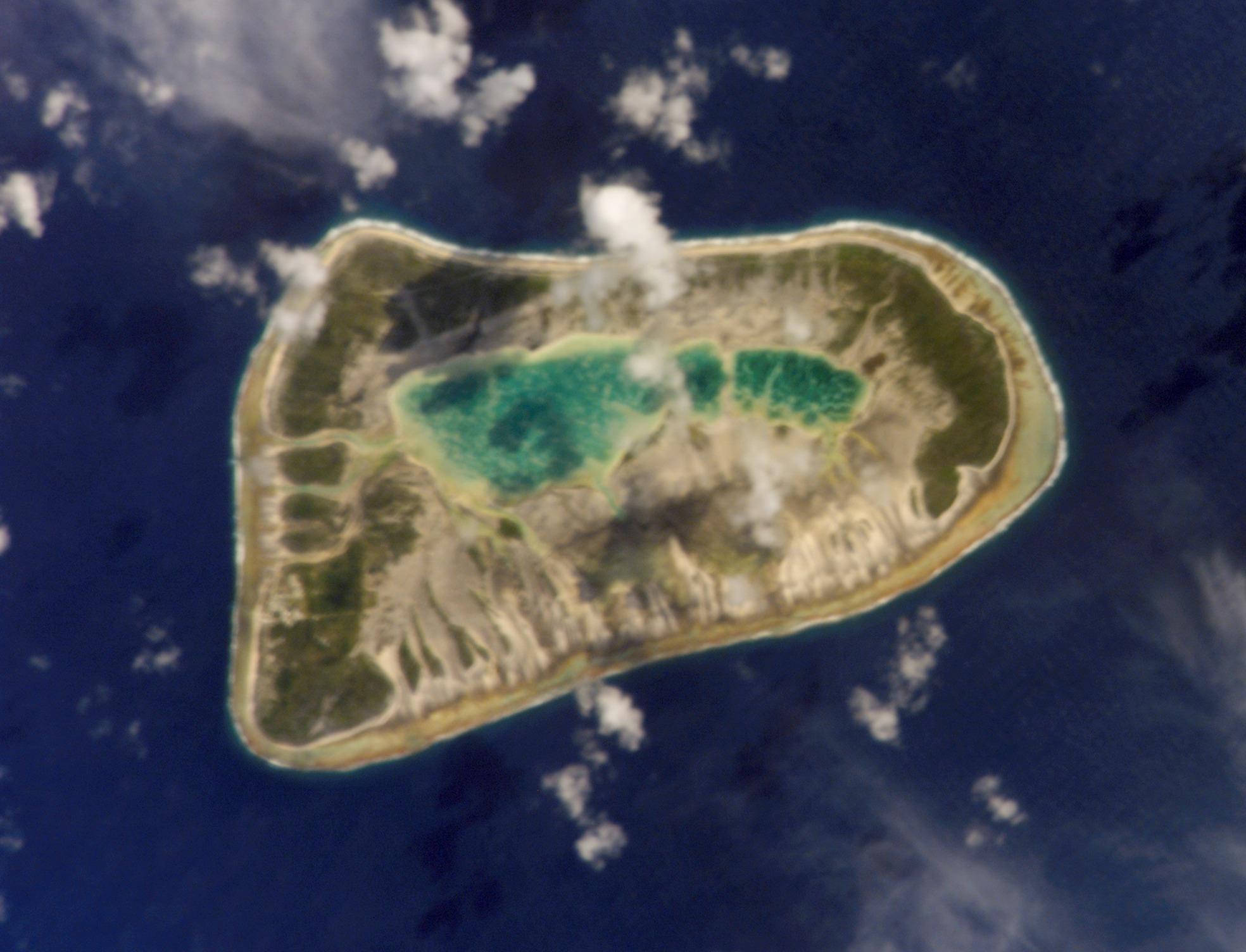
NASA拍摄的普卡普卡环礁卫星图

普卡普卡环礁（Puka-Puka）是法属波利尼西亚土阿莫土群岛东北部的一座珊瑚環礁，由同名市镇管辖，长6千米，宽3.3千米，人口197人（2002年），操普卡普卡语。岛上设有一座机场。